# Saga de Grettir

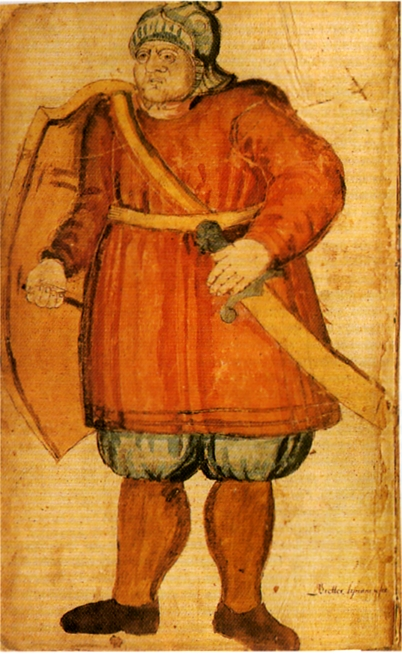
Grettir preparado para el combate en esta ilustración del manuscrito islandés AM 426 fol., del.

La saga de Grettir (listenⓘ) (nórdico antiguo: Grettis saga Ásmundarsonar; también conocida como Grettla o La saga de Grettir el Fuerte) es una saga islandesa del subgénero de sagas de proscritos. Detalla la vida de Grettir Ásmundarson, un guerrero islandés convertido en proscrito. La saga se conserva en el manuscrito 551A, el cuarto del Arnamagnæan Codex.

## Comentario
La saga de Grettir es una de las sagas de los islandeses (Íslendinga sögur) que fueron escritas en los siglos XIII y XIV como relatos bastante realistas de acontecimientos que tuvieron lugar entre los siglos IX y XI en Islandia. Estas sagas, a menudo, tratan de conflictos sobre la riqueza, la fama y el poder.
Sin embargo, la originalidad de La saga de Grettir reside en que, pese a que se considera un personaje de ficción, la historia del protagonista se cuenta de manera realista, y la mayoría de sus aventuras incluyen elementos sobrenaturales. El autor es desconocido, pero se cree que la historia está basada en un relato más antiguo sobre la vida de Grettir escrito por Sturla Þórðarson.
Grettir es un héroe extraño, casi un antihéroe. Sus intenciones no son necesariamente malvadas, pero tiene mal carácter y a menudo comete actos de los que más tarde se arrepiente: también tiene mala suerte y sus acciones tienen inesperadas consecuencias negativas. Grettir pasa la mayor parte de su vida adulta en Islandia como un proscrito. No participa en las incursiones vikingas tan habituales en otras sagas.
La historia de Grettir ha sido traducida al inglés en varias ocasiones, y algunos autores incluso han escrito relatos basados en varios episodios, como Frank Norris.

## Historia
La vida de Grettir se cuenta de principio a fin a partir del capítulo 14. Cuando era joven era rebelde y de mal carácter. Pero también era valiente; se enfrenta y derrota a un draugr, un muerto viviente que es el equivalente nórdico de un vampiro y un zombi. Pero el draugr lo maldice, y el autor considera esto la causa de sus posteriores infortunios.
A veces Grettir es capaz de comportarse como un héroe, derrotando a varios enemigos. Pero también es culpado de incendiar una mansión nórdica, matar a muchos hombres y se convierte en un proscrito. Esto significa que cualquiera que lo encuentre puede matarlo sin consecuencias legales y que está prohibido ayudarle de cualquier manera. Muchos intentan acabar con él, pero Grettir resulta difícil de matar.
Finalmente Grettir se convierte en el proscrito que sobrevive más tiempo en la historia de Islandia. Después de casi 20 años de vida como réprobo, sus amigos y su familia piden que se le levante la condena, argumentando que un hombre no puede pasar más de 20 años condenado de acuerdo con la ley (realmente no existía una ley semejante en Islandia durante la Edad Media). Después de un debate en la asamblea islandesa se decide que su pena le será levantada después de que haya completado los 20 años, pero no antes. Sus enemigos hacen un último esfuerzo para matarlo, utilizando la hechicería para hacer que se hiera a sí mismo y finalmente lo derrotan cuando se encuentra solo, en lo alto de un acantilado en Drangey, en la punta norte de Islandia, donde residía con su hermano Illugi y su esclavo Glaumur.
Posteriormente su hermanastro Thorsteinn de Dromund lo venga en una escena semicómica en Bizancio, donde los nórdicos servían en la guardia varega.